# 任侠野郎
『任侠野郎』（にんきょうやろう）は、2016年6月4日公開の日本のヤクザ映画。

## 概要
監督は『世界一受けたい授業』などのバラエティ番組の演出を手掛けた徳永清孝。主演は本作で長編映画初主演となる蛭子能収。「カッコイイ蛭子さんを撮ろう」とのコンセプトで製作され、「高倉健さんになりきって」ヤクザの元若頭の役を演じたという蛭子の意外な一面を見ることができる。本格任侠作品を目指しアクションシーンも盛り込まれたが、制作発表会見で蛭子は「吹き替えなし。アクション監督の言うとおりにやりました」と話している。

## あらすじ
かつて関東一円に名をとどろかせた小里組元若頭・柴田源治。過去と決別し堅気として生きていくためにクレープ屋を営んでいたが、昔の仲間との再会をきっかけにヤクザの抗争事件に巻き込まれていく。

## 作中に登場するヤクザ組織について
小里組
かつて関東一の勢力を誇っていたがある事件をきっかけに解散。組員たちはそれぞれ堅気になるなどしている。
正岡組
小里組にとって最大のライバルだが、現在は平和協定を結び停戦中。先代組長を亡くしたことで以前より弱体化し地元の温泉の利権で何とか生き延びている。
榊組
小里組傘下の新興勢力。構成員は武闘派揃い。商工会会長の計らいで温泉の利権を正岡組が持っていることに納得がいかず色々な嫌がらせをして奪おうと考えている。

## キャスト
柴田源治
演 - 蛭子能収（10代の源治：大悟（千鳥））
元小里組若頭で作中のヤクザ界では“伝説のヤクザ”として名が知られている。10代の頃は一匹狼の不良で、ある日辰巳の舎弟とトラブルを起こした所蔵三とたまたま出会い気に入られて小里組に加入。しかし辰巳の策略にはまって正岡組の先代組長を殺し、その後罪を償い冒頭で社会復帰し現在は移動販売型のクレープ屋を営む。現在は腰の低い真面目で大人しい性格だが若い頃は血気盛んで命知らずな性格だった。

### 正岡組の関係者
正岡時子
演 - トリンドル玲奈
正岡組組長。子供の頃に父と母を相次いで亡くし正岡組の組員たちに守られながら成長し、その後組長となる。スーパー銭湯を建設して街に貢献したいと考えている。ちなみに子供の頃に若い頃の源治と会っている。
武藤
演 - 橘ケンチ（EXILE）
正岡組若頭。実行力があり曲がったことが嫌いで義理人情に厚く誠実な性格。その人柄を信頼されて時子や正岡組のシマで働く商店街の人達からも一目置かれている。
（役名不明）
演 - 坂田聡
正岡組組員。武藤の舎弟のような存在。正岡組のために尽力するが、やや短気な性格。
正岡哲
正岡組の先代組長。時子の父。“蔵三を襲ったのは正岡組の組長”という辰巳の嘘を信じた10代の源治に殺される。
三田村俊樹
演 - 柳楽優弥
時子の婚約者。時子がプライベートで外出する時などに一緒に行動していることが多い。冷静沈着な性格でよく時子に助言をしている。恋人だが時子にはいつも敬語を使って話しかけている。

### 榊組の関係者
榊辰巳
演 - 佐藤二朗
榊組組長。若い頃は小里組に忠義を尽くす平身低頭な態度を見せていたがそれは表向きで、実際には虎視眈々とヤクザ業界でのし上がる機会を伺っていた。平気で裏切る性格。とにかくよく喋る。昔から左目に眼帯をしている。
ウシジマ
演 - やべきょうすけ
榊組の構成員。辰巳から信頼されており組長が仕事で出かける時に一緒についている。いつも扇子を携帯している。
辰巳の女
演 - 北原里英（NGT48）
辰巳と一緒にいる時は甘えるような声で話しながら2人でイチャイチャしている。

### 小里組の関係者
間（はざま）
演 - 大谷亮介
元小里組組員で源治の相棒のような存在だった。しかし源治が刑務所に行っている間に小里組が解散し、辰巳に拾われて現在は榊組に所属している。昔気質な性格。拳銃の扱いに慣れている。
三鷹
演 - 中尾明慶
元小里組組員。源治をとても慕っており頼りにしている。小里組が解散した後は働いているのかは不明で、クレープ屋をする源治のそばで見ている。カオリに惚れ込んでいる。
岡島
演 - 平沼紀久
元小里組組員。冒頭の章子の通夜の受付係で、弔問に訪れた源治に対応する。
小里蔵三
演 - 山田明郷
小里組組長。10代の源治と出会い、イライラしていた彼に殴られそうになるが彼を気に入り小里組に入れる。懐が広く面倒見の良い性格。源治が小里組に入ってしばらく経ったある日、榊に裏切られて殺される。
小里章子
演 - 橘ゆかり
元小里組の姐御。蔵三の妻。蔵三が死んで組が解散した後は、一般人として生活していたが冒頭で亡くなっており自身の葬儀が行われる。源治が10代の頃は、姐御として睨みをきかせていた。

### その他の人たち
商工会会長
演 - 安田顕
正岡組の先代組長に若い頃に世話になっていた恩を感じて、地元の温泉の権利を正岡組に譲った。落ち着いた淡々とした喋り方が特徴だが少々のことには動じない性格。
カオリ
演 - 橋本マナミ
風俗嬢。作中では客の三鷹の要望で、履いているパンストを破らせたりコスプレなどのプレイをしている。実は裏で誰かと繋がっており、三鷹から得た情報をどこかへ流している。
商店街の主人
演 - イジリー岡田
正岡組のシマで自営業をする人。正岡組の名で商店街にイタズラ書きされたことに時子に苦情を訴える。

## スタッフ
- 監督：徳永清孝
- 脚本：福田雄一
- 音楽：牧戸太郎
- 企画プロデュース：植野浩之・堀金澄彦
- プロデューサー：森清知成・中村直史・稲冨聡・高畑正和・星野恵
- 企画制作：日本テレビ放送網株式会社・KATSU-do
- 制作プロダクション：アバンズゲート / 日テレアックスオン
- 配給：KATSU-do

## 主題歌・挿入歌
- 主題歌「LOVE SONG」
  - アーティスト名：ARCHAIC RAG STORE
- 挿入歌「任侠野郎」
  - 作詞：福田雄一
  - 作曲：牧戸太郎
  - 歌：蛭子能収